# 龍造寺胤栄
龍造寺 胤栄（りゅうぞうじ たねみつ）は、戦国時代の武将。龍造寺氏18代当主。

## 生涯
大永4年（1524年）、肥前国国人・龍造寺氏17代当主・龍造寺胤久の子として誕生。
父同様、水ケ江龍造寺氏の龍造寺家兼の補佐を受けたが、傀儡に近い存在あったため後に対立し、一時大内氏に亡命した。ところが、天文14年（1545年）に龍造寺氏の一族の多くが殺されると、天文15年（1546年）に家兼に協力して共に馬場頼周を討った。
天文16年（1547年）には大内義隆により肥前の代官に任じられるなど重用されたが、天文17年（1548年）、病死。嗣子がいなかったため、一族相談の結果、分家の水ケ江龍造寺氏より家兼の曾孫・胤信（後の龍造寺隆信）が本家の家督を継承した。しかし、この家督継承に不満を持つ家臣たちも少なくなく、天文20年（1551年）には龍造寺鑑兼を担いだ胤栄旧臣の土橋栄益らによる内紛が起こることとなった。
胤栄の未亡人（龍造寺家門の娘）は隆信に再嫁した。娘の於安は小田政光の嫡子・鎮光に嫁ぎ、鎮光が龍造寺隆信に背いたために謀殺されると、波多親に再嫁している。

## 偏諱を受けた人物
- 土橋栄益（つちはし みつます、家臣）
- 納富栄房（のうとみ みつふさ、家臣、納富石見守、法名：道周、納富則貞の子で、納富信景の父）